# Reinwardtipicus
Reinwardtipicus is een geslacht van vogels uit de familie spechten (Picidae). De naam van dit geslacht verwijst naar de Nederlandse botanicus en natuuronderzoeker Caspar Georg Carl Reinwardt. In 1854 plaatste de Franse natuuronderzoeker  Karel Lucien Bonaparte deze oranjerugspecht in dit monotypische geslacht. Eerder, in 1825, was deze specht door de Nederlandse dierkundige  Coenraad Jacob Temminck in zijn Nouveau recueil de planches coloriées d'oiseaux geldig beschreven als Picus validus.
Volgens fylogenetisch onderzoek, gepubliceerd in 2006 en 2017 is plaatsing in het geslacht Chrysocolaptes beter verdedigbaar.